# Zorba Grecul (roman)
Zorba Grecul, cunoscut și sub titlurile Alexis Zorba și Viața și peripețiile lui Alexis Zorbas, (în greacă Βίος και Πολιτεία του Αλέξη Ζορμπά, transliterat: Vios kai Politeia tou Alexi Zormpa, în traducere ad-literam Viața și peripețiile lui Alexis Zorbas) este un roman picaresc și existențialist scris de autorul cretan Nikos Kazantzakis în anii 1941–1943 pe insula Eghina și publicat pentru prima oară în 1946 de Editura Dimitrakos din Atena.
Romanul descrie relația specială de prietenie care se formează între un tânăr intelectual grec, care încearcă să scape de viața sa monotonă și plictisitoare prin luarea în exploatare a unei mine de cărbune, și un miner bătrân și exuberant pe nume Alexis Zorbas. Acțiunea sa este inspirată din propriile experiențe de viață ale autorului, care a exploatat în 1917, alături de bătrânul miner Gheorghios Zorbas, o mină de lignit în Peloponez. Cei doi au fost prieteni, continuând să corespondeze până la moartea lui Zorbas în 1941. Naratorul și Zorbas reprezintă două stiluri diferite de viață: un stil de viață intelectual (bazat pe rațiune și pe introspecții sufletești) și un stil de viață material (bazat pe instinct și pe experiență).
Apariția romanului a trecut aproape neobservată în Grecia, dar versiunea tradusă în limba franceză ce a apărut în 1947 la Paris a devenit foarte populară, determinând numeroase solicitări de traducere și publicare din partea editurilor din mai multe țări străine, spre marea mirare a autorului.

Coperta primei ediții în limba română a romanului, publicată în 1969 sub titlul Alexis Zorba.

Romanul Zorba Grecul a fost adaptat în 1964 într-un film omonim de succes regizat de Michael Cacoyannis (Mihalis Kakoyannis), cu Anthony Quinn și Alan Bates în rolurile principale, iar în 1968 într-un musical intitulat Zorba. Filmul lui Cacoyannis și „Dansul lui Zorba” (compus de Mikis Theodorakis) au făcut ca romanul lui Kazantzakis să devină una dintre cele mai populare opere literare grecești ale secolului al XX-lea, iar personajul Zorbas un simbol al Greciei și al spiritului grecesc.

## Rezumat

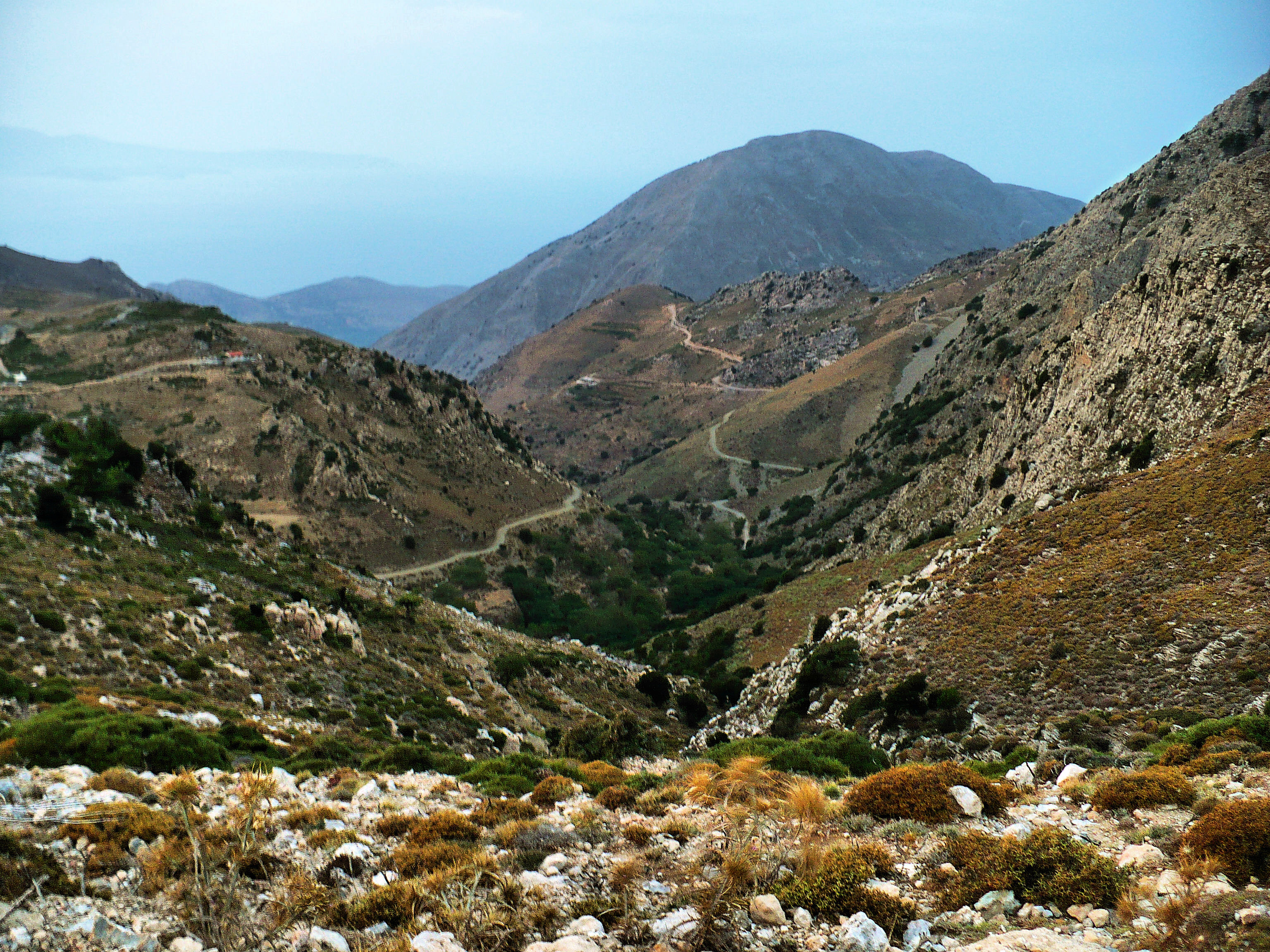
Peisaj din insula Creta.

Aflat într-o cafenea din portul Pireu chiar înainte de sosirea zorilor, naratorul, un tânăr intelectual grec, rememorează o întâmplare petrecută cu un an mai înainte în același loc. Prietenul său, Stavridakis, pleca în Caucaz pentru a-i ajuta pe grecii pontici (cunoscuți în acea regiune sub numele de greci caucazieni) care erau persecutați, adresându-i-se naratorului, ce-l însoțise în port, cu apelativul ironic de „șoarece de bibliotecă”. Dornic să-și învingă propria slăbiciune și să cunoască viața, tânărul intelectual a decis să plece în insula Creta pentru a redeschide o mină de lignit dezafectată și a trăi timp de câteva luni laolaltă cu oamenii simpli și muncitori, departe de lumea cărților.
Chiar înainte de plecare, el este abordat de Alexis Zorbas, un bărbat necunoscut de vreo 65 de ani, care îi cere să-l ia cu el pe post de șef de echipă. Necunoscutul pretinde că știe mai multe meserii, inclusiv pe cea de miner, și-l impresionează pe narator prin caracterul său hotărât și prin pofta sa de viață. Zorbas își povestește viața pe vaporul care-i duce spre Creta, făcând mai multe observații pline de culoare cu privire la natura omului; în opinia sa, libertatea reprezintă puterea omului de a se elibera de aspectele materiale ale vieții și de a se dedica doar bucuriilor sufletești.
La sosirea pe insulă, ei resping ospitalitatea lui moș Anagnostis și a lui Kondomanolios, proprietarul cafenelei locale, și sunt găzduiți la hanul lui madame Hortense, care era alcătuit din câteva cabine de baie vechi, lipite unele de altele. Naratorul își petrece duminica plimbându-se pe malul mării, admirând peisajul cretan care îi amintește de „o proză de bună calitate: bine lucrat, sobru, lipsit de înflorituri inutile, viguros și reținut” și citind din Divina Comedie a lui Dante. Reveniți la han pentru cină, cei doi tovarăși o invită pe madame Hortense la masa lor, dându-i ocazia să vorbească despre trecutul ei de curtezană. Zorbas o alintă cu numele de „Bubulina” (inspirat de eroina greacă) și o seduce după ce-i cântă la santuri.
A doua zi, mina se deschide și începe lucrul. Zorbas își ia munca în serios și preia răspunderea exploatării. El lucrează destul de des ore îndelungate și cere să nu fie întrerupt în timpul lucrului. Naratorul, care are idealuri socialiste, încearcă să-i cunoască pe muncitori și să fraternizeze cu ei, dar Zorbas îl avertizează să păstreze distanța: „Omul e-o brută! O mare brută. (...) Ești rău cu el: te respectă și-ți știe de frică. Ești bun cu el: îți scoate ochii”. Cei doi poartă în fiecare seară mai multe conversații lungi despre o varietate de subiecte, de la viață la religie, despre trecutul lor și despre modul în care au ajuns să fie ceea ce sunt acum, iar naratorul învață de la Zorbas multe lucruri despre viața omului (pe care nu le-ar fi aflat niciodată din cărți), ce-i dezvăluie diferența între lumea materială și lumea intelectuală. Cu toate acestea, el nu se desprinde complet de lumea cărților și lucrează la un manuscris despre viața și învățăturile lui Buddha; în acest timp, devine obsedat de o văduvă frumoasă și provocatoare, pe care o râvnesc toți localnicii, dar nu este capabil să acționeze potrivit propriei dorințe.

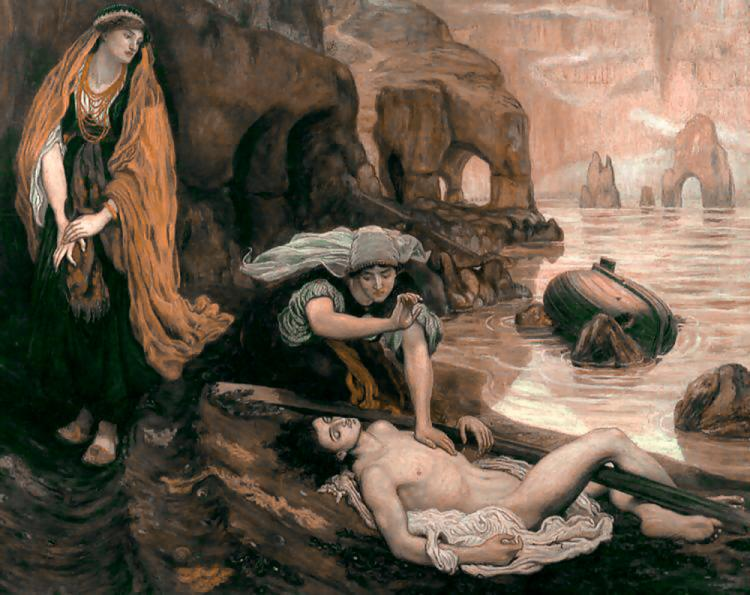
Pictura Descoperirea lui Don Juan de către Haydee (1878) a lui Ford Madox Brown prezintă durerea adâncă ce se va transforma curând în mânie, sentimente trăite de sătenii ce au descoperit trupul lui Pavlis în Zorba Grecul.

Filoanele sărace de lignit și prăbușirea unor galerii fac ineficientă exploatarea, iar cei doi se gândesc să arendeze o pădure montană de pini ce aparținea mănăstirii din vecinătate și să coboare buștenii printr-un funicular. Zorbas pleacă la Candia pentru a cumpăra materialul necesar, zăbovind acolo o perioadă mai lungă. Naratorul o consolează în acest timp pe Bubulina, spunându-i că bătrânul ei amant vrea să o ceară în căsătorie și s-a dus să comande haine de nuntă. Zorbas sosește în sat în Săptămâna Patimilor, arendează pădurea și începe să lucreze la instalarea stâlpilor și cablului pentru coborârea buștenilor. Zilele ulterioare Paștelui sunt marcate de două tragedii: tânăra văduvă, pe care o râvneau toți bărbații satului și cu care naratorul petrecuse o noapte de amor, este decapitată public, iar madame Hortense moare după câteva zile de suferință, în urma unei febre galopante.
Experimentul ingineresc conceput de Zorbas eșuează, iar instalația de transport a buștenilor se prăbușește. Naratorul reușește să-și depășească principalul demon interior (acel „nu interior”, pe care îl echivalează cu „vidul”, dar și cu Buddha) și își recapătă pofta de viață ca urmare a experiențelor prin care trece alături de Zorbas și de săteni. Epuizarea completă a capitalului îl determină să părăsească insula Creta și să plece în străinătate; el află chiar în ziua plecării că vechiul său prieten Stavridakis murise de pneumonie la Tiflis, după ce-și îndeplinise misiunea asumată. Cei doi parteneri de afaceri se despart, continuând să-și scrie timp de câțiva ani, fără a se mai întâlni însă vreodată. Retras pe insula Eghina după un peregrinaj prin diferite locuri ale Europei, naratorul simte dorința irezistibilă de a relata întâmplările prin care trecuse alături de bătrânul miner și, împins de un presentiment funest, scrie timp de câteva săptămâni un manuscris în care încearcă să-i redea cât mai fidel imaginea. O scrisoare primită chiar în ziua încheierii scrierii îl anunță că Zorbas a murit la Skopje și că i-a lăsat santuri-ul ca amintire.

## Structură
Romanul este împărțit într-un prolog și 26 de capitole, numerotate cu cifre romane (de la I la XXVI) și fără titluri.

## Personaje
- naratorul — un tânăr intelectual grec, pasionat de lectură, în vârstă de 35 de ani.[20] Închiriază o mină de lignit în insula Creta, pentru a trăi o perioadă în mijlocul oamenilor simpli și a cunoaște astfel viața adevărată.[1] Zorbas i se adresează cu apelativul „jupâne”. Ca efect al lecturilor budiste, a dobândit un caracter ascetic și trăiește în singurătate, fără bucurie și tristețe, gândind că viața este un lung vis; el se refugiază în lumea cărților de fiecare dată când viața încearcă să-l implice în bucuriile și necazurile ei.[26]
- Alexis Zorbas/Alexis Zorba[15] (în greacă Αλέξης Ζορμπάς) — o versiune ficționalizată a minerului Gheorghios Zorbas (Γιώργης Ζορμπάς, 1865–1941).[3][27] Este un individ puternic, înalt și uscățiv, în vârstă de vreo 65 de ani,[28] care pretinde că știe mai multe meserii.[29] A luptat în Războiul Greco-Turc (1897) pentru eliberarea Cretei[30] și apoi alături de Pavlos Melas împotriva comitagiilor bulgari din Macedonia,[31] a călătorit prin mai multe locuri, fără a se stabili nicăieri. Figura sa de „lemn muncit și chinuit” îi produce naratorului o impresie asemănătoare cu cea pe care i-o va face câțiva ani mai târziu figura scriitorului Panait Istrati.[32][33]
- madame Hortense (poreclită „Bubulina”) — o fostă cântăreață de cabaret franțuzoaică,[1] care a cutreierat barurile de la Paris până la Beirut și Alexandria, s-a iubit cu pași și cu amirali și, după ce a îmbătrânit, s-a retras în Creta, unde a deschis un han și un mic magazin.[34] Zorba o seduce și o transformă în amanta sa.[1] Este descrisă de autor ca „o femeiușcă scurtă și bondoacă, durdulie, cu un păr decolorat, de culoarea inului”.[35]
- văduva Surmelina — o femeie voinică și provocatoare[1] pe care o râvnesc toți bărbații din sat.[36] Este asasinată cu cruzime de Mavrandonis, care o învinuiește că l-ar fi împins pe Pavlis la sinucidere.[1]
- Mavrandonis — mai-marele satului, proprietarul minei de lignit închiriate de narator.[37] O decapitează public pe văduvă, învinuind-o pentru sinuciderea fiului său, Pavlis.[1] Este descris de autor ca „un moșneag drept ca bradul, cu o figură aspră și concentrată, cu nasul coroiat, cu un aspect de mare boier”.[37]
- Pavlis — fiul lui Mavrandonis, un tânăr bolnăvicios de 20 de ani[38] îndrăgostit de văduva Surmelina. Se sinucide aruncându-se în mare, atunci când își dă seama că văduva nu-l dorește.[1]
- moș Anagnostis — un bătrân hâtru din sat, ce a dus o viață liniștită și trăiește înconjurat de copii și nepoți; el consideră că odată ce omul nu mai poate face copii nu mai are niciun rost să trăiască.[39]
- Kondomanolios — proprietarul cafenelei din sat (Cafeneaua-Măcelărie „Pudoarea”), „un bătrân voinic, bine conservat și sprinten”.[40]
- Mimithos — nerodul satului, care lucrează cu ziua pe la diferite persoane.[41][42]
- Zaharias — călugăr nebun de la mănăstirea din vecinătate; o incendiază la finalul cărții, considerând-o un lăcaș al sodomiei, apoi moare subit pe malul mării.[43]
- Manolakas — pândarul satului, vărul lui Pavlis.[38] Încearcă să o înjunghie pe văduvă, dar este oprit de Zorbas.[1][44]
- Lola — prostituată din Candia, „drăguțică, brunetă, boită foc”, cu care Zorbas petrece timp de câteva zile în perioada deplasării la oraș pentru a cumpăra materialul necesar pentru construcția funicularului.[45][46]

## Scrierea și publicarea romanului

### Scriere

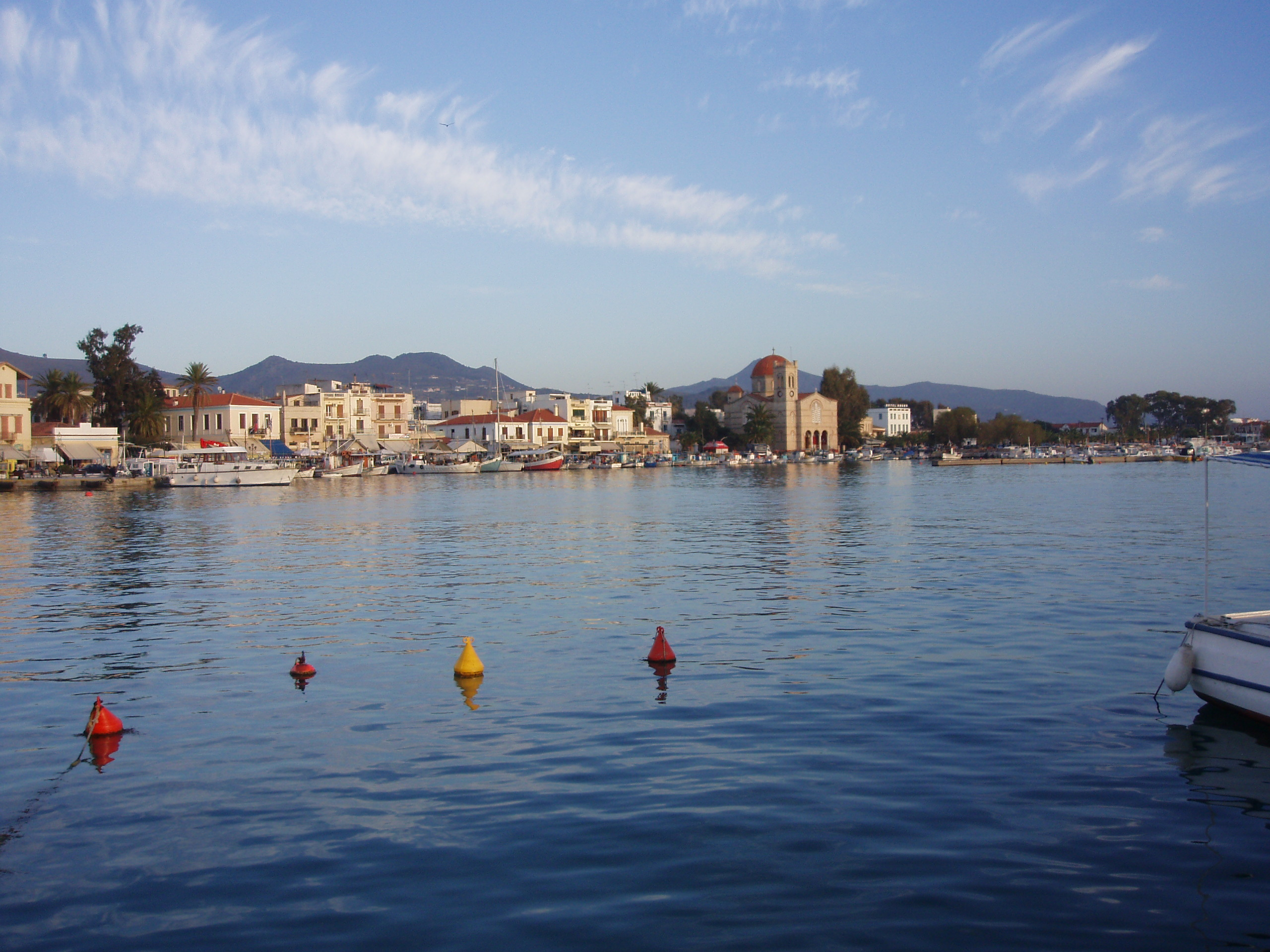
Insula Eghina, unde a fost scris romanul Zorba Grecul.

Romanul Zorba Grecul a fost scris de Kazantzakis pe insula Eghina (aflată la o oră și jumătate de portul Pireu) în perioada 1941–1943. Primul popas pe insulă al scriitorului avusese loc în iulie 1925, iar farmecul și liniștea locurilor l-a determinat să revină ulterior. A petrecut acolo iarna anilor 1930–1931, redactând un dicționar francez-grec, în colaborare cu Pandelis Prevelakis. După mai multe peregrinări prin străinătate, Kazantzakis a revenit în Grecia și a cumpărat la 15 iunie 1935 un teren pe insula Eghina, chiar pe malul mării, unde a construit până în aprilie 1937 o casă austeră din piatră pe care a numit-o „Cochilia”.
Scriitorul s-a retras pe insula Eghina după invadarea Greciei de către armatele germane la 6 aprilie 1941, lucrând neobosit la o nouă versiune în limba greacă a Divinei Comedii a lui Dante și începând să redacteze Zorba Grecul, romanul său de debut. Perioada ocupației germane a fost o perioadă de foamete, iar biograful și traducătorul Peter Bien a susținut că romanul a reprezentat încercarea autorului de a se adresa poporului său și de a se identifica cu condiția tragică a grecilor din acea vreme, putând fi interpretat atât ca o expunere filozofică, cât și ca o declarație politică.
Redactarea romanului a mers relativ ușor, iar în decembrie 1941 avea scrise deja 150 de pagini, dar procesul de creație a fost finalizat la 19 mai 1943. Scriitorul a scris deseori în pat, din dorința de a-și conserva energia, mai ales în perioada de foamete din iarna anului 1941 când au murit în Grecia peste o jumătate de milion de oameni. Povestea prieteniei dintre scriitorul narator și vagabondul Zorbas este folosită de autor pentru a-și prezenta filozofia sa de viață pe care o expusese deja în volumul de eseuri Asceza: exerciții spirituale (1927). Kazantzakis s-a folosit în elaborarea romanului de cunoștințele proprii cu privire la modul de viață din satele aflate pe insula Creta, pe care-l cunoștea încă din copilărie. Prologul apăruse anterior în nr. 11–12 (decembrie 1936 – ianuarie 1937) ale revistei literare Kritikes Selides [Pagini Cretane], pp. 290–292. Titlul romanului, Viața și peripețiile lui Alexis Zorbas (în greacă Βίος και Πολιτεία του Αλέξη Ζορμπά), era inspirat de subtitlurile tipice ale sinaxarelor ortodoxe.
Kazantzakis își considera romanele un subprodus literar inferior literaturii filozofice, afirmând într-o scrisoare din anii 1950 că a scris romane în perioadele de relaxare când simțea nevoia să se detașeze de munca sa și să uite de problemele grave care-l preocupau în majoritatea timpului. Elaborarea lui Zorba Grecul l-a pus totuși pe scriitor la o grea încercare până când a reușit să închege într-o formă adecvată fizionomia unui erou modern.

### Publicare
Zorba Grecul a fost publicat în anul 1946 de editura Dimitrakos din Atena, trecând aproape neobservat. Versiunea în limba franceză, tradusă de Yvonne Gauthier, apare în anul următor la Éditions du Chêne din Paris, fiind dedicată de autor „À mon ami Jean Herbert” („Prietenului meu Jean Herbert”). Jean Herbert (1897–1980) era un orientalist, traducător și interpret francez, care a făcut parte din prima generație de interpreți pentru Organizația Națiunilor Unite. Herbert îl propusese pe Kazantzakis să preia conducerea unui proiect UNESCO pentru traducerea marilor opere ale umanității. Cartea a fost preluată pentru traducere și publicare de edituri din Anglia, SUA, Suedia și Cehoslovacia, spre marea mirare a scriitorului care i se confesa astfel în vara anului 1948 lui Prevalakis: „Zorbas triumfă la Paris [...] nu mai pricep nimic?! Până acum «l-au luat» englezii, americanii, suedezii și cehii. Un om de-a dreptul uluitor... călătorește și o duce bine chiar și după moarte. Zorbas continuă să trăiască în mine pentru că și el avea același Dumnezeu, pe Epafos.” În octombrie 1949 a apărut versiunea suedeză a romanului, în traducerea lui Börje Knös, prieten al autorului. În anii următori au apărut traduceri și în alte limbi străine: portugheză (1951), germană și engleză (1952), norvegiană (1953), spaniolă, daneză și finlandeză (1954), italiană și sârbo-croată (1955).
Zorba Grecul a obținut în iunie 1954, la Târgul Internațional de Carte de la Paris, Premiul pentru cea mai bună carte străină publicată în Franța, pe care autorul îl considera un „lucru deosebit de important din punct de vedere moral”. Acest premiu a adus numele lui Nikos Kazantzakis în atenția criticilor literari și a cititorilor din Grecia; versiunea revizuită de autor a lui Zorba Grecul a fost astfel reeditată de editurile Dimitrakos (1954), Difros (1955, 1957, 1959) și Eleni Kazantzakis (din 1964). „Pe lângă vitalul Zorbas, toți eroii literaturii moderne pălesc”, consemna revista americană Time.

### Prietenia cu Gheorghios Zorbas

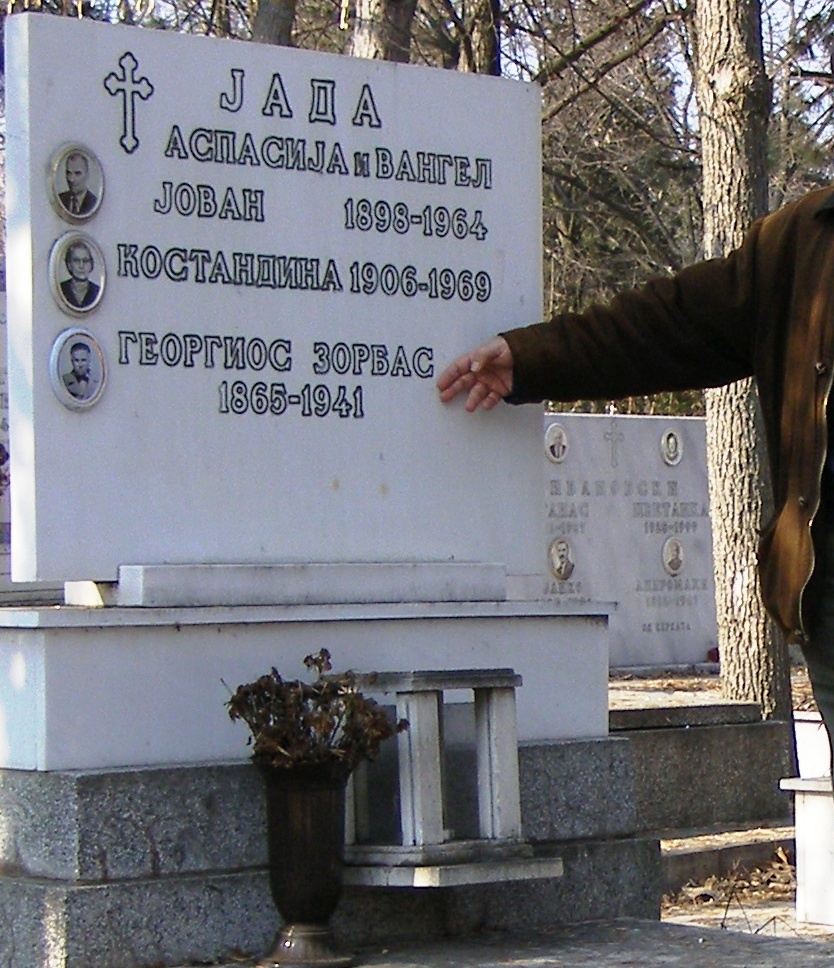
Mormântul lui Zorbas din Skopje.

### Prietenia cu Panait Istrati

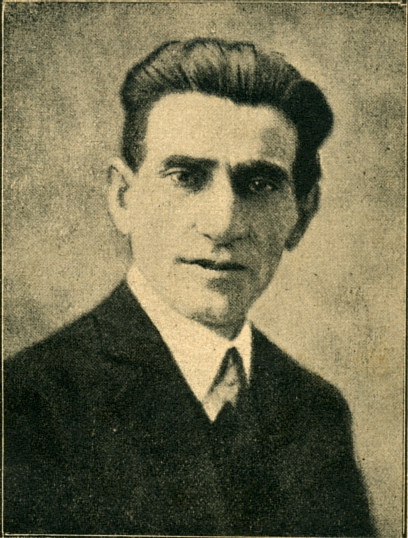
Panait Istrati (1884–1935), prieten al romancierului grec, a inspirat figura lui Zorbas

### Interpretare filozofică

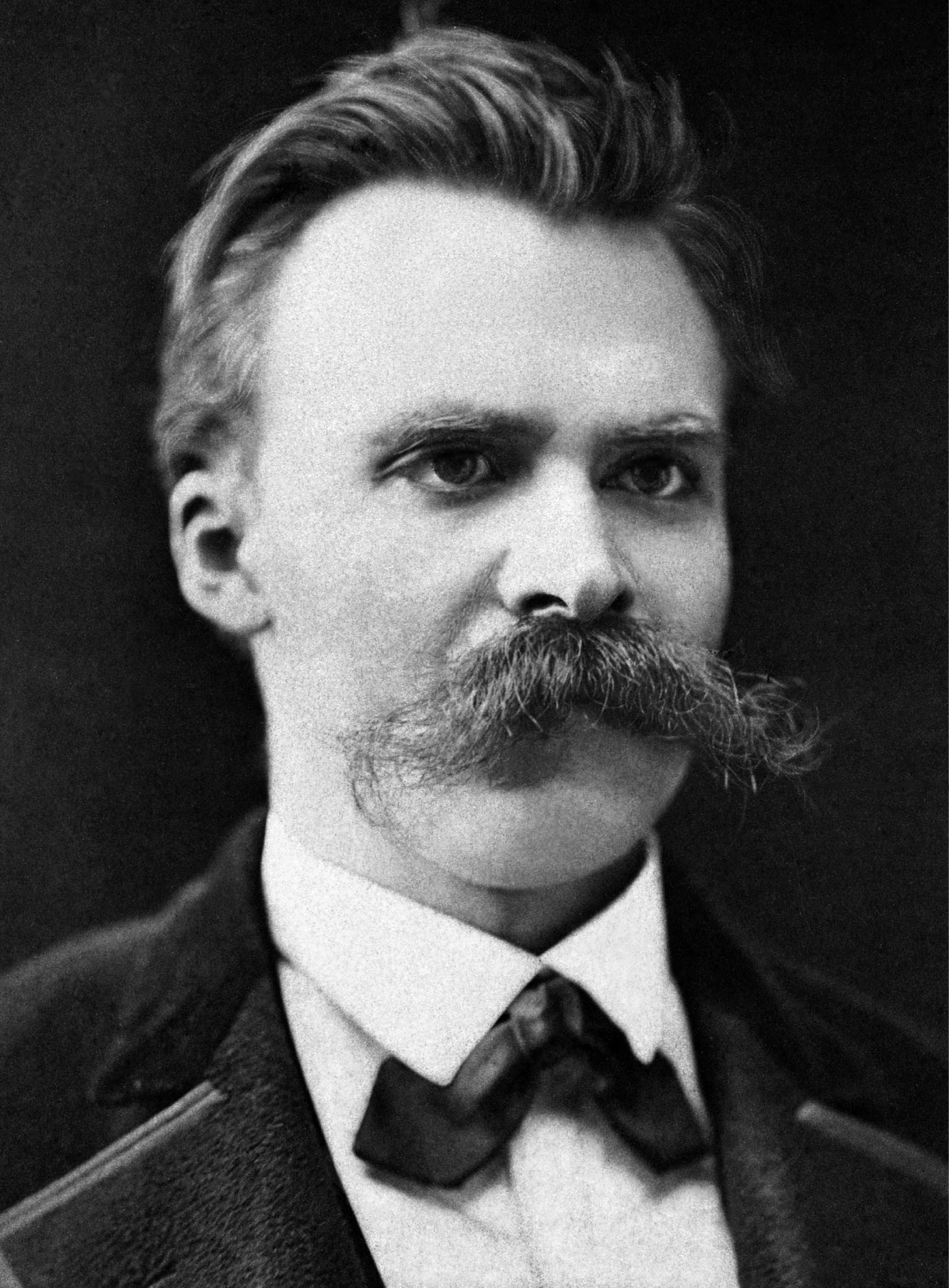
Filozofia lui Friedrich Nietzsche a exercitat o influență puternică asupra gândirii lui Kazantzakis.

### Interpretare politică

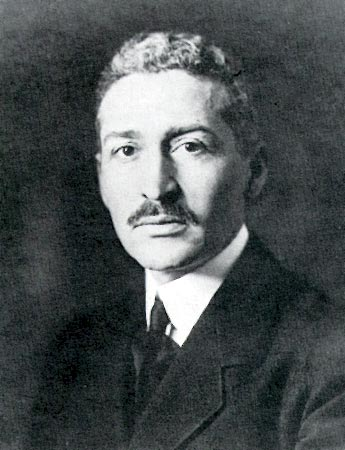
Ideile naționaliste ale lui Ion Dragoumis sunt promovate în roman de personajul Stavridakis.

### Filmul Zorba Grecul

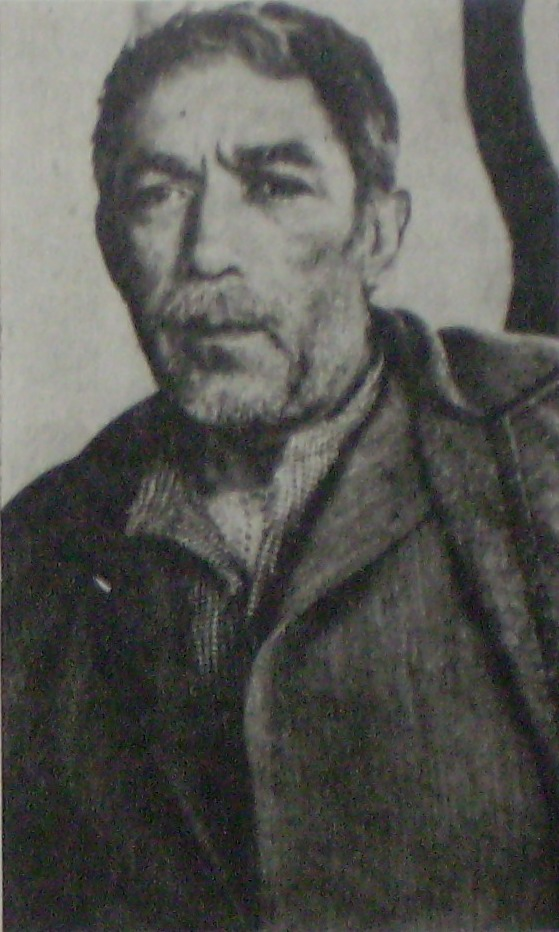
Actorul american Anthony Quinn, interpretul personajului Zorba, într-o secvență din filmul Zorba Grecul